# L'Océan dans lequel j'ai plongé sans savoir nager
L'Océan dans lequel j'ai plongé sans savoir nager (Eu Receberia as Piores Notícias dos Seus Lindos Lábios) est un roman brésilien écrit par Marçal Aquino, paru au Brésil aux éditions Companhia das Letras en 2005 et en France aux Editions Anacaona en 2012.

## Résumé
Ce roman décrit une histoire d'amour condamnée dès le premier regard entre les 2 protagonistes : un photographe auto-exilé dans le nord du Brésil et une ex-prostituée femme du pasteur. La passion au sein de ce couple monte et explose simultanément à la tension au sein de ce village de chercheurs d'or en pleine Amazonie.

## Adaptation cinématographique
En 2012 sort l'adaptation cinématographique brésilienne réalisée par Beto Brant.

## Citation
« Je n'ai pas abandonné. J'y ai cru jusqu'à la fin »

## Source
- Article des Études lusophones, Paris 4